# 가와치촌 (이바라키현 구지군)
가와치촌(河内村)은 이바라키현 구지군에 일찍이 존재했던 촌이다.

## 지리
- 현재의 히타치오타시 중부에 해당한다.

## 역사
- 1889년 4월 1일 - 정촌제 시행에 의해 구지군 가와치촌이 성립하였다.
- 1955년 3월 1일 - 세야촌과 함께 히타치오타시에 편입되어 소멸하였다.

## 인구
| 1891년 | 1,838 |
| 1920년 | 2,655 |
| 1935년 | 2,645 |
| 1950년 | 2,970 |

## 참고문헌
- 常陸太田市史編さん委員会編『常陸太田市史 通史編 下』、常陸太田市、1983年
- 水府村史編さん委員会編 『水府村史』、水府村、1971年
- 角川日本地名大辞典編纂委員会『가도카와 일본 지명 대사전 8 茨城県』、가도카와 쇼텐、1983年 ISBN 4040010809